# Fool for Love (película)
Fool for Love (Loco por amor en España, Extraña pasión en Argentina y Uruguay, Locura de amor en Colombia y Loco amor en México) es una película dramática de 1985 dirigida por Robert Altman y protagonizada por Sam Shepard, Kim Basinger y Harry Dean Stanton.

## Argumento
Eddie es un vaquero vagabundo. Un día reanuda su apasionada relación con May, el amor de su vida, en un destartalado motel a pesar de que May tiene es ese momento un nuevo y posesivo novio.
Sin embargo esta no es la única amenaza que pende sobre la renovada pasión entre ambos. Un misterioso anciano alberga un secreto tan oscuro e innombrable que podría destruir para siempre el amor que hay entre Eddie y May.

## Reparto
| Actor              | Personaje           |
| ------------------ | ------------------- |
| Sam Shepard        | Eddie               |
| Kim Basinger       | May                 |
| Harry Dean Stanton | Anciano             |
| Randy Quaid        | Martin              |
| Martha Crawford    | Madre de May        |
| Louise Egolf       | Madre de Eddie      |
| Sura Cox           | May / Adolescente   |
| Jonathan Skinner   | Eddie / Adolescente |

## Producción
La película, basada en una obra teatral del mismo nombre de 1983, fue convertida en guion por el mismo autor Sam Shepard, el cual también consiguió el papel principal de la película.
Una vez preparado todo para hacer la filmación, se rodó el filme en los lugares de Santa Fe y Las Vegas, los cuales están situados en el estado de México. Se filmó para hacer la película entre el 13 de mayo y el 21 de junio de 1985 y el coste total de la producción fue de 5,5 millones de dólares.

## Recepción
Hoy en día la película ha sido valorada en portales cinematográficos y por críticos profesionales. En IMDb, con aproximadamente 3000 votos registrados, el filme obtiene una media ponderada de 6,0 sobre 10. En cuanto a Rotten Tomatoes, los más de 1000 votos registrados allí le dieron una valoración media de 3,2 de 5, mientras que los 14 críticos profesionaes registrados allí le dieron una valoración media de 6 de 10. También cabe destacar, que en La Vanguardia el 58 % de los usuarios registrados allí le dan a la película una valoración positiva.